# Các tuyến đường sắt ở Bắc Triều Tiên

Bản đồ hạ tầng đường sắt ở Bắc Triều Tiên (năm 2020)

Bắc Triều Tiên có hệ thống đường sắt bao gồm một mạng lưới rộng khắp đất nước, với mạng lưới đường sắt theo khổ tiêu chuẩn và một mạng lưới nhỏ hơn gồm 762 mm (30,0 in) thuộc khổ hẹp; sau này chúng sẽ được tìm thấy trên khắp đất nước, ở những tuyến quan trọng nhất là ở phần phía bắc của đất nước. Tất cả các tuyến đường sắt ở Bắc Triều Tiên đều được vận hành bởi Đường sắt Nhà nước Triều Tiên.
Các dòng có tên in nghiêng là những nhà ga tàu hoả đã bị đóng cửa.

## Đường sắt khổ tiêu chuẩn
Tuyến đường chính
- Tuyến Hambuk: Ch'ŏngjin Ch'ŏngnyŏn (tuyến P'yŏngra) – Rajin (tuyến P'yŏngra), 328,2 km (203,9 mi) (Rajin–Hongŭi khổ tiêu chuẩn đo kép (1.435 mm (4 ft 8+1⁄2 in)) và Nga (1.520 mm (4 ft 11+27⁄32 in)))
  - Tuyến Hoeryŏng Colliery: Hoeryŏng (km 89.5 tại tuyến Hambuk) – Yusŏn, 10,6 km (6,6 mi)
  - Tuyến Sech'ŏn: Sinhakp'o (km 104.3 tuyến Hambuk) – Chungbong, 14,4 km (8,9 mi)
  - Tuyến Tongp'o: Chongsŏng (km 139.0 tại tuyến Hambuk) – Tongp'o, 15,6 km (9,7 mi)
  - Tuyến Sŏngp'yŏng: Kangalli (km 147.2 tại tuyến Hambuk) - Sŏngp'yŏng, 11,5 km (7,1 mi) (đã đóng cửa, không còn hoạt động)
  - Tuyến Namyanggukkyŏng: Namyang (km 165.9 tại tuyến Hambuk) – Gukkyŏng (→ Đồ Môn, Trung Quốc), 3,3 km (2,1 mi) (đến Đồ Môn)
  - Tuyến Kogŏnwŏn: Singŏn (km 234.3 tại tuyến Hambuk) – Kogŏnwŏn, 9,8 km (6,1 mi)
  - Tuyến Ch'undu: Songhak (km 255.0 tại tuyến Hambuk) - Ch'undu
  - Tuyến Hoeam: Haksong (km 258.1 tại tuyến Hambuk) – Obong, 10,4 km (6,5 mi)
  - Tuyến Hongŭi: Hongŭi (km 285.6 tại tuyến Hambuk) – Tumangang (→ Khasan, Nga), 9,5 km (5,9 mi), khổ tiêu chuẩn đo kép (1.435 mm (4 ft 8+1⁄2 in)) và Nga (1.520 mm (4 ft 11+27⁄32 in))
  - Tuyến Sŭngri: Sŏnbong (km 309.9 tại tuyến Hambuk) – Sŭngri, 4,2 km (2,6 mi)
- Tuyến Kangwŏn: Kowŏn (tuyến P'yŏngra) – P'yŏnggang, 145,8 km (90,6 mi)
  - Tuyến Ch'ŏnnae: Ryongdam (km 12.1 tại tuyến Kangwŏn) – Ch'ŏnnae, 4,4 km (2,7 mi)
  - Tuyến Munch'ŏnhang: Okp'yŏng (km 22.0 tại tuyến Kangwŏn) – Koam, 7,4 km (4,6 mi)
  - Tuyến Songdowŏn: Tŏgwŏn (km 36.5 tại tuyến Kangwŏn) – Segil, khoảng 3,1 km (1,9 mi)
  - Tuyến Wŏnsanhang: Kalma (km 46.1 tại tuyến Kangwŏn) – Wŏnsanhang, 2,0 km (1,2 mi)
  - Tuyến Kŭmgangsan: Ch'ŏrwŏn (km 167.6 tại tuyến Kangwŏn) – Ch'angdo, 67,6 km (42,0 mi) (đã đóng cửa, không còn hoạt động)
- Tuyến Kŭmgangsan Ch'ŏngnyŏn: Anbyŏn (tại tuyến Kangwŏn) – Kŭmgangsan Ch'ŏngnyŏn – Kamho (→ Chejin, ROK), 114,8 km (71,3 mi) (đến Kamho)
- Tuyến Manp'o: Sunch'ŏn (tuyến P'yŏngra) – Manp'o Ch'ŏngnyŏn (tại tuyến Pukpu) (→ Ji'an, Trung Quốc, 299,8 km (186,3 mi) (đến Manp'o)
  - Tuyến Taegak: Ch'ŏndong (km 32.6 tại tuyến Manp'o) – Taegak, 8,2 km (5,1 mi)
  - Tuyến Choyang Colliery: Kaech'ŏn (km 38.9 tại tuyến Manp'o) – Choyang Colliery, 22,1 km (13,7 mi)
  - Tuyến Chunhyŏk: Kaech'ŏn (km 38.9 tại tuyến Manp'o) – Chunhyŏngri, 6,6 km (4,1 mi)
  - Tuyến Pongch'ŏn Colliery: Pongch'ŏn (km 49.9 tại tuyến Manp'o) – Pongch'ŏn Colliery, 2,0 km (1,2 mi)
  - Tuyến Kaech'ŏn Colliery: Chajak (km 54.0 tại tuyến Manp'o) – Chŏnjin, 4,2 km (2,6 mi)
  - Tuyến Ryong'am: Kujang Ch'ŏngnyŏn (km 63.0 tại tuyến Manp'o) – Ryong'am, 7,4 km (4,6 mi)
  - Tuyến Ryongmun Colliery: Ŏryong (km 68.5 tại tuyến Manp'o) – Ryongmun Colliery, 7,1 km (4,4 mi)
  - Tuyến Ch'up'yŏng: Hŭich'ŏn Ch'ŏngnyŏn (km 109.8 tại tuyến Manp'o) – P'ungsan-dong, 4,6 km (2,9 mi)
  - Tuyến Unha: Manp'o Ch'ŏngnyŏn (tuyến Pukpu) (km tại tuyến 299.8 Manp'o) – Unha, 6,5 km (4,0 mi)
- Tuyến Paektusan Ch'ŏngnyŏn: Kilju Ch'ŏngnyŏn (tuyến P'yŏngra) – Hyesan Ch'ŏngnyŏn (tuyến Paengmu), 141,7 km (88,0 mi)
  - Tuyến Osich'ŏn: Taeoch'ŏn (km 124.6 tại tuyến Paektusan Ch'ŏngnyŏn) – Osich'ŏn, khoảng 10,0 km (6,2 mi) (đã đóng cửa, không còn hoạt động)
  - Tuyến Samjiyŏn: Wiyŏn Ch'ŏngnyŏn (km 137.1 tại tuyến Paektusan Ch'ŏngnyŏn) – Motka, 64,0 km (39,8 mi)
- Tuyến P'yŏngbu: P'yŏngyang (P'yŏngnam & tuyến P'yŏngŭi) – Kaesŏng – P'anmun (→ Torasan, ROK), 197,6 km (122,8 mi) (đến P'anmun)
  - Tuyến Rangrang: Ryŏkp'o (km 10.5 tại tuyến P'yŏngbu) – Rangrang Station, 10,2 km (6,3 mi)
  - Tuyến Songrim: Hwangju (km 36.5 tại tuyến P'yŏngbu) – Songrim Hwamul, 14,2 km (8,8 mi)
  - Tuyến Pongsan: Pongsan (km 70.5 tại tuyến P'yŏngbu) – West Pongsan, 2,5 km (1,6 mi)
- Tuyến P'yŏngdŏk: Taedonggang (tuyến P'yŏngyang; tuyến P'yŏngbu) – Kujang Ch'ŏngnyŏn (tuyến Manp'o & tuyến Ch'ŏngnyŏn P'arwŏn), 192,3 km (119,5 mi)
  - Tuyến Myŏngdang: Ch'ŏngryong (km 16.7 tại tuyến P'yŏngdŏk) – Myŏngdang, 19,2 km (11,9 mi)
  - Tuyến Kobi: Ripsŏngri (km 18.5 tại tuyến P'yŏngdŏk) – Kobi, 14,5 km (9,0 mi)
  - Tuyến Tŏksan: Songga (km 39.2 tại tuyến P'yŏngdŏk) – Tŏksan, 1,7 km (1,1 mi) (đã đóng cửa, không còn hoạt động)
  - Tuyến Samdŭng Colliery: Samdŭng (km 45.7 tại tuyến P'yŏngdŏk) – Taeri, 4,8 km (3,0 mi) (đã đóng cửa, không còn hoạt động)
  - Tuyến Ryŏngdae: Wŏnch'ang (km 105.0 tại tuyến P'yŏngdŏk) – Ryŏngdae, 7,1 km (4,4 mi)
  - Tuyến Chaedong: Kujŏng (km 108.6 tại tuyến P'yŏngdŏk) – Chaedong, 4,4 km (2,7 mi)
  - Tuyến Solgol Colliery: Songnam Ch'ŏngnyŏn (km 111.1 tại tuyến P'yŏngdŏk) – Solgol, 4,4 km (2,7 mi)
  - Tuyến Kwanha: Pukch'ang (km 128.0 tại tuyến P'yŏngdŏk) – Kwanha, 2,6 km (1,6 mi)
  - Tuyến Tŭkchang: Pukch'ang (km 128.0 tại tuyến P'yŏngdŏk) – Sŏksan, 17,7 km (11,0 mi)
    - Tuyến Myŏnghak: Tŭkchang (km 15.0 tại tuyến Tŭkchang) – Myŏnghak, 2,6 km (1,6 mi)

  - Tuyến Ingp'o: Kuhyŏng (km 136.3 tại tuyến P'yŏngdŏk) – Ingp'o, 8,8 km (5,5 mi)
  - Tuyến Tŏngnam: South Tŏkch'ŏn (km 152.8 tại tuyến P'yŏngdŏk) – Tŏngnam, 1,6 km (0,99 mi)
  - Tuyến Sŏch'ang: Tŏkch'ŏn (km 154.8 tại tuyến P'yŏngdŏk) – Sŏch'ang, 11,6 km (7,2 mi)
    - Tuyến Sinsŏng: West Tŏkch'ŏn (km 3.6 tại tuyến Sŏch'ang) – Sinsŏng, 4,0 km (2,5 mi)
    - Tuyến Hoedun: Ch'ŏlgisan (km 8.7 tại tuyến Sŏch'ang) – Hoedun, 5,6 km (3,5 mi)
    - Tuyến Hyŏngbong: Ch'ŏlgisan (km 8.7 tại tuyến Sŏch'ang) – Hyŏngbong, 4,2 km (2,6 mi)

  - Changsang: Hyangjang, (km 165.2 tại tuyến P'yŏngdŏk) – Changsang, 1,9 km (1,2 mi)
- Tuyến P'yŏngnam: P'yŏngyang (tuyến P'yŏngbu & tuyến P'yŏngŭi) – Sinnamp'o – P'yŏngnam Onch'ŏn (tuyến Namdong), 89,3 km (55,5 mi)
  - Tuyến Pyongyanghwajon: Pot'onggang (km 3.9 tại tuyến P'yŏngnam) – P'yŏngch'ŏn, 3,7 km (2,3 mi)
  - Tuyến Chamjilli: Kangsŏn (km 23.1 tại tuyến P'yŏngnam) – Chamjilli
  - Tuyến Posan: Kangsŏ (km 28.3 tại tuyến P'yŏngnam) – Posan, 5,0 km (3,1 mi)
  - Tuyến Tae'an: Kangsŏ (km 28.3 tại tuyến P'yŏngnam) – Tae'an Hwamul, 11,7 km (7,3 mi)
  - Tuyến Ryonggang: Ryonggang (km 40.7 tại tuyến P'yŏngnam) – Mayŏng, 18,3 km (11,4 mi)
    - Tuyến Husan: Husan (km 10.9 tại tuyến Ryonggang) – Yangmak, 3,7 km (2,3 mi)

  - Tuyến Namp'ohang: Sinnamp'o (km 54.9 tại tuyến P'yŏngnam) – Namp'ohang, khoảng 8,8 km (5,5 mi)
  - Tuyến Tojiri: Namp'o (km 55.2 tại tuyến P'yŏngnam) – Tojiri, 9,9 km (6,2 mi)
  - Tuyến Namdong: P'yŏngnam Onch'ŏn (km 89.3 tại tuyến P'yŏngnam) – Namdong (tuyến Sŏhae), khoảng 73,5 km (45,7 mi) (đã đóng cửa, không còn hoạt động)
- Tuyến P'yŏngra: Kalli (tuyến P'yŏngyang; tuyến P'yŏngŭi) – Rajin (tuyến Hambuk), 782,8 km (486,4 mi)
  - Tuyến Ponghak: Ponghak (km 31.3 tại tuyến P'yŏngra) – Songudong, 1,2 km (0,75 mi)
  - Tuyến Taegŏn: Sillyŏnp'o (km 50.8 tại tuyến P'yŏngra) – Pongch'ang, 34,5 km (21,4 mi)
    - Tuyến Chiktong Colliery: Taegŏn (km 2.1 tại tuyến Taegŏn) – Chiktong T'an'gwang, 8,5 km (5,3 mi)

  - Tuyến Changsŏn'gang: Ŭnsan (km 56.8 tại tuyến P'yŏngra) – Changsŏn'gang, khoảng 3,0 km (1,9 mi)
  - Tuyến Ŭnsan: Ŭnsan (tuyến P'yŏngra) – Pongch'ang, 34,5 km (21,4 mi)
    - Tuyến Maebong: Haksan (km 2.5 tại tuyến Ŭnsan) - Maebong, khoảng 4,2 km (2,6 mi)
    - Tuyến Mohak: Taegŏn (km 5.8 tại tuyến Ŭnsan) - Mohak - 2,6 km (1,6 mi)

  - Tuyến Ch'ŏnsŏng Colliery: Sinch'ang (km 67.0 tại tuyến P'yŏngra) – Ch'ŏnsŏng, 9,2 km (5,7 mi)
  - Tuyến Kowŏn Colliery: Tunjŏn (km 186.3 tại tuyến P'yŏngra) – Changdong, 17,6 km (10,9 mi)
  - Tuyến Kŭmya: Kŭmya (km 225.0 tại tuyến P'yŏngra) – P'ungnam, 8,7 km (5,4 mi)
  - Tuyến Pinallon: Hamhŭng Choch'ajang (km 298.4 tại tuyến P'yŏngra) – Hŭngnam, 14,1 km (8,8 mi)
  - Tuyến Ch'anghŭng: Ch'anghŭng (km 303.3 tại tuyến P'yŏngra) – Ryŏnhŭng, 8,3 km (5,2 mi)
  - Tuyến Tŏksŏng: Sinbukch'ŏng (km 411.9 tại tuyến P'yŏngra) – Sangri, 51,7 km (32,1 mi)
  - Tuyến Tuŏn: Omongri (km 478.4 tại tuyến P'yŏngra) – Tuŏn, 4,2 km (2,6 mi)
  - Tuyến Kŭmgol: Yŏhaejin (km 491.7 tại tuyến P'yŏngra) – Muhak, 83,4 km (51,8 mi)
  - Tuyến Ilt'an: Rodong (km 562.2 tại tuyến P'yŏngra) – Iltan, 12,0 km (7,5 mi)
  - Tuyến Koch'am Colliery: Myŏngch'ŏn (km 585.5 tại tuyến P'yŏngra) – Sinmyŏngch'ŏn, 4,3 km (2,7 mi)
  - Tuyến Taehyang: Ryonghyŏn (km 660.3 tại tuyến P'yŏngra) – Taehyang, 14,9 km (9,3 mi)
  - Tuyến Kangdŏk: South Kangdŏk (km 694.4 tại tuyến P'yŏngra) – Susŏng (tuyến Hambuk), 15,2 km (9,4 mi)
  - Tuyến Ch'ŏngjinhang: Ch'ŏngjin Ch'ŏngnyŏn (km 701.6 tại tuyến P'yŏngra) – Ch'ŏngjinhang, 2,0 km (1,2 mi)
  - Tuyến Rajinhang: Rajin (km 782.8 tại tuyến P'yŏngra) – Rajinhang, 3,0 km (1,9 mi)
- Tuyến P'yŏngŭi: P'yŏngyang (tuyến P'yŏngbu & tuyến P'yŏngnam) – Sinŭiju Ch'ŏngnyŏn (→ Đan Đông, Trung Quốc), 225,1 km (139,9 mi)
  - Tuyến Sijŏng: Kalli (km 19.1 tại tuyến P'yŏngŭi) – Sijŏng, 8,0 km (5,0 mi)
  - Tuyến Kubongsan: Ch'ŏngch'ŏn'gang (km 79.7 tại tuyến P'yŏngŭi) – East Namhŭng, khoảng 12,2 km (7,6 mi)
    - Tuyến Ch'ŏnghwaryŏk: Kubongsan (km 8.5 tại tuyến Kubongsan) – Ch'ŏnghwaryŏk, khoảng 2,5 km (1,6 mi)

  - Tuyến Namhŭng: Maengjungri (km 81.7 tại tuyến P'yŏngŭi) – Namhŭng, khoảng 6,7 km (4,2 mi)
  - Tuyến Pakch'ŏn: Maengjungri (km 81.7 tại tuyến P'yŏngŭi) – Pakch'ŏn, 9,3 km (5,8 mi) (đã đóng cửa, không còn hoạt động)
  - Tuyến Ch'ŏlsan: Tongrim (km 177.8 tại tuyến P'yŏngŭi) – Tongch'angri, 26,9 km (16,7 mi)
  - Tuyến Paengma: Yŏmju (tuyến P'yŏngŭi) – South Sinŭiju (tuyến P'yŏngŭi & tuyến Tŏkhyŏn), 39,6 km (24,6 mi)
  - Tuyến Tasado: Ryŏngch'ŏn (km 209.8 tại tuyến P'yŏngŭi) – Tasado Port, 24,1 km (15,0 mi)
  - Tuyến Tŏkhyŏn: South Sinŭiju (km 219.9 tại tuyến P'yŏngŭi) – Tŏkhyŏn, 37,3 km (23,2 mi)
  - Tuyến Kang'an: Sinŭiju Ch'ŏngnyŏn (km 225.1 tại tuyến P'yŏngŭi) – Kang'an, 1,8 km (1,1 mi)

Tuyến đường phụ
- Tuyến Ch'ŏngnyŏn Ich'ŏn: P'yŏngsan (tuyến P'yŏngbu) - Sep'o (tuyến Kangwŏn), 142,0 km (88,2 mi)
- Tuyến Hŏch'ŏn: Tanch'ŏn Ch'ŏngnyŏn (Tuyến P'yŏngra) - Honggun, 80,3 km (49,9 mi)
  - Tuyến Mandŏk: Hŏch'ŏn (km 54,7 Tuyến Hŏch'ŏn) - Mandŏk, 10,3 km (6,4 mi)
- Tuyến Hwanghae Ch'ŏngnyŏn: Sariwŏn Ch'ŏngnyŏn (Tuyến P'yŏngbu) - Haeju Ch'ŏngnyon (Tuyến Ongjin), 73,3 km (45,5 mi)
- Tuyến Paech'ŏn: Changbang (km 75,6 Tuyến Hwanghae Ch'ŏngnyŏn) - Ŭnbit, 64,4 km (40,0 mi)
  - Tuyến Tŏktal: Ch'ŏngdan (km 20,5 Tuyến Paech'ŏn) - Tŏktal, ước tính 12,0 km (7,5 mi) (đã đóng)
- Tuyến Ongjin: Haeju Ch'ŏngnyŏn (km 77,9 tuyến Hwanghae Ch'ŏngnyŏn) - Ongjin, 40,4 km (25,1 mi)
  - Tuyến Pup'o: Sin'gangryŏng (km 31,1 Tuyến Ongjin) - Pup'o, 19,1 km (11,9 mi)
  - Tuyến Chŏngdo: Wangsin (km xx Tuyến Ongjin) - Chŏngdo, 0,7 km (0,43 mi)
- Tuyến Kaech'ŏn: Sinanju Ch'ŏngnyŏn (Tuyến P'yŏngŭi) - Kaech'ŏn (Tuyến Manp'o), 29,5 km (18,3 mi)
- Tuyến Musan: Komusan (Tuyến Hambuk) - Musan (Tuyến Paengmu), 57,9 km (36,0 mi)
  - Tuyến khai thác Musan: Ch'ŏlsong Ch'ŏngnyŏn (km 50,5 Tuyến Musan) - Musan Kwangsan, 3,0 km (1,9 mi)
- Tuyến Ch'ŏngnyŏn P'arwŏn: Kujang Ch'ŏngnyŏn (tuyến Manp'o & P'yŏngdŏk) - Kusŏng (tuyến P'yŏngbuk), 94,0 km (58,4 mi)
  - Tuyến Pun'gang: P'arwŏn (km 40,1 Ch'ŏngnyŏn Tuyến P'arwŏn) - Pun'gang, 7,2 km (4,5 mi)
  - Tuyến Map'yŏng: Yŏnjung (km 59,8 tại tuyến Ch'ŏngnyŏn P'arwŏn) - Map'yŏng, 2,9 km (1,8 mi)
- Tuyến Pukbunaeryuk: Manp'o Ch'ŏngnyŏn (Tuyến Manp'o) - Hyesan Ch'ŏngnyŏn (Tuyến Paektusan Ch'ŏngnyŏn), 249,2 km (154,8 mi)
  - Tuyến An'gol: Mun'ak (km 8,3 Tuyến Pukpu) - An'gol, 2,9 km (1,8 mi)
  - Tuyến Unbong: Sangp'unggang (km 44,9 tại tuyến Pukpu) - Kuunbong, 3,4 km (2,1 mi)
- Tuyến P'yŏngbuk: Chŏngju Ch'ŏngnyŏn (Tuyến P'yŏngŭi) - Ch'ŏngsu, 120,5 km (74,9 mi)
  - Tuyến Taegwalli: Sinon (km 78,2 Tuyến P'yŏngbuk) - Taegwalli, 5,4 km (3,4 mi)
  - Tuyến Amrokkang: Pu'pung (km 113,7 Tuyến P'yŏngbuk) - Amrokkang, 4,1 km (2,5 mi)
  - Tuyến Sup'ung: Pu'pung (km 113,7 Tuyến P'yŏngbuk) - Sup'ung, 2,5 km (1,6 mi)
- Tuyến Riwŏn: Riwŏn Ch'ŏlsan - Ch'aho qua Tuyến P'yŏngra, 11,2 km (7,0 mi)
- Tuyến Ryongsŏng: Sŏp'o (Tuyến P'yŏngŭi) - Tongbungri (Tuyến P'yŏngra), 15,3 km (9,5 mi)
- Tuyến Sinhŭng: Hamhŭng (tuyến P'yŏngra) - Sinhŭng (→ tuyến Sinhng (khổ hẹp)), 41,0 km (25,5 mi)
- Tuyến Sŏhae (tuyến Anju Colliery): Mundŏk (tuyến P'yŏngŭi) - Sŏsi; Namdong (tuyến Namdong), 25,3 km (15,7 mi)
  - Tuyến Ch'ŏngnam: Ch'ŏngnam (tuyến Sŏhae) - Sŏsi, khoảng 8,3 km (5,2 mi)
- Tuyến Sŏhae Kammun: Ch'ŏlgwang (tuyến Ŭnnyul) - Sillyŏngri (tuyến P'yŏngnam), 26,7 km (16,6 mi)
- Tuyến Ŭnnyul: Ŭnp'a (tuyến Hwanghae Ch'ŏngnyŏn) - Ch'ŏlgwang (tuyến Sŏhae Kammun), 117,8 km (73,2 mi)
  - Tuyến Changyŏn: Sugyo (km 50,5 tại tuyến Ŭnnyul) - Changyŏn, 17,7 km (11,0 mi)

## Tuyến đường sắt khổ hẹp
Đây là danh sách đầy đủ tất cả các tuyến đường sắt khổ hẹp đã biết (762 mm (2 ft 6 in)).
- Tuyến Changjin: Yŏnggwang (khổ tiêu chuẩn của tuyến Sinhŭng) - Sasu, 58,6 km (36,4 mi)
- Tuyến Kanggye: Kanggye (tuyến Manp'o) - Rangrim, 56,8 km (35,3 mi)
- Tuyến Paengmu: Paeg'am Ch'ŏngnyŏn (tuyến Paektusan Ch'ŏngnyŏn) - Musan (tuyến Musan), 191,7 km (119,1 mi)
- Tuyến Poch'ŏn (tuyến Paektusan Rimch'ŏl): Karim (tuyến Samjiyŏn) - Ryanggang Taep'yŏng, 31,5 km (19,6 mi) (đã đóng cửa, không còn hoạt động)
- Tuyến Samjiyŏn: Wiyŏn Ch'ŏngnyŏn (tuyến Paektusan Ch'ŏngnyŏn) - Motka, 81,8 km (50,8 mi) (đã đóng cửa, không còn hoạt động)
- Tuyến Sinhŭng: Sinhŭng (khổ tiêu chuẩn của tuyến Sinhŭng) - Pujŏnhoban, 50,6 km (31,4 mi)
- Tuyến Sŏhaeri: Ch'ŏlgwang (tuyến Ŭnnyul) - Ryongjŏng, 10,0 km (6,2 mi) (đã đóng cửa, không còn hoạt động)
- Tuyến Sŏho: West Hamhŭng - Sŏho (tuyến P'yŏngra), 17,6 km (10,9 mi)
- Tuyến Unsan: Puksinhyŏn (tuyến Manp'o) - Samsan, ước tính 45,0 km (28,0 mi) (đã đóng cửa, không còn hoạt động)